# 시즐라
미겔 올랜도 콜랜스(Miguel Orlando Collins, 1976년 4월 17일 ~ )는 예명 시즐라(Sizzla)으로 잘 알려진 자메이카의 레게 가수이다.